# Snottertjärnen (Degerfors socken, Västerbotten, 715468-167781)
Snottertjärnen är en sjö i Vindelns kommun i Västerbotten och ingår i Umeälvens huvudavrinningsområde.